# Joseni
Joseni (in passato Alfalău, in ungherese Gyergyóalfalu) è un comune della Romania di 5 631 abitanti, ubicato nel distretto di Harghita, nella regione storica della Transilvania.
Il comune è formato dall'unione di 3 villaggi: Borzont, Bucin, Joseni.
La maggioranza della popolazione (circa il 97%) è di etnia Székely.